# Prunus subcoriacea
Prunus subcoriacea — вид квіткових рослин з родини трояндових (Rosaceae). Ареал охоплює такі країни: Аргентина, Бразилія, Парагвай, Уругвай.

## Середовище
Росте в лісах і вздовж водотоків на висоті до 1800 метрів.

## Морфологічна характеристика
Це дерево заввишки до 12 м із округлою кроною. Квітки білі або жовтуваті, зібрані в пазушні суцвіття до 5 см завдовжки.